# Pulchroglaucytes pulchra
Pulchroglaucytes pulchra là một loài bọ cánh cứng trong họ Cerambycidae.